# I-55 (sous-marin, 1925)
Pour les articles homonymes, voir I-55 (sous-marin).
Le I-55 (イ-55) (plus tard renommé I-155) est un sous-marin japonais de la classe Kaidai (伊号第五三潜水艦, I-gō Dai-Hyaku-gojūsan sensuikan, classe I-53/I-153) de la sous-classe Kaidai IIIa (Type KD3a, Kaidai 3 gata a (海大III型a?)) construit pour la marine impériale japonaise.
Il a servi tout au long de la Seconde Guerre mondiale.

## Contexte
Après la Première Guerre mondiale, la marine impériale japonaise a réévalué l'utilisation de la guerre sous-marine comme élément de stratégie de flotte en raison du déploiement réussi de croiseurs-sous-marins à long rayon d'action pour les raids commerciaux des principales marines de combat. Les stratèges japonais en sont venus à réaliser les possibilités d'utilisation de l'arme pour la reconnaissance à longue portée, et dans une guerre d'usure contre une flotte ennemie qui s'approchait du Japon. Deux grands sous-marins japonais à longue portée avaient déjà été construits dans le cadre du programme de la flotte des Huit-six en tant que prototypes (I-51 et I-52), mais l'arrivée le 20 juin 1919 de sept U-boote allemands reçus par le Japon en réparation de guerre à la fin de la Première Guerre mondiale a conduit à une refonte complète. Les Japonais ont rapidement embauché des centaines d'ingénieurs et de techniciens de sous-marins allemands et d'anciens officiers de sous-marins allemands au chômage à la suite de la défaite de l'Allemagne pendant la Première Guerre mondiale, et les ont fait venir au Japon dans le cadre de contrats de cinq ans. L'ONI (Office of Naval Intelligence) américain a estimé que quelque 800 conseillers allemands s'étaient rendus au Japon à la fin de 1920. Les Japonais ont également envoyé des délégations en Allemagne, et ont participé activement à l'achat de nombreux brevets.

## Description
Les 4 sous-marins de la sous-classe KD3A ont été les premiers sous-marins de croisière de conception japonaise produits en série. Basés en grande partie sur le Kaidai Type II (I-52), un sous-marin indigène à double coque renforcée, leur conception a également été influencée par le plus grand des sous-marins allemands aux mains des Japonais, le SM U-125.
Ils ont un déplacement de 1 829 tonnes en surface et 2 337 tonnes en immersion. Les sous-marins mesuraient 100 mètres de long, avaient une largeur de 8 mètres et un tirant d'eau de 4,82 mètres. Les sous-marins permettaient une profondeur de plongée de 60 m et un possédaient un effectif de 60 officiers et membres d'équipage. La coque avait presque les mêmes dimensions extérieures que celle du I-52, mais l'épaisseur accrue de la coque intérieure permettait une profondeur de plongée de 60 mètres. Le volume intérieur a été légèrement augmenté en rendant la coque légèrement trapézoïdale en section transversale, au prix de 300 tonnes de déplacement supplémentaire. Les différences externes comprenaient un coupe filet anti-sous-marin à la proue, ainsi qu'un joint torique pour le remorquage.
Sulzer a été retenu comme fabricant des moteurs diesel, dont les performances étaient légèrement supérieures à celles des moteurs du I-52. Pour la navigation de surface, les sous-marins étaient propulsés par deux moteurs diesel de 3 400 cv (2 535 kW), chacun entraînant un arbre d'hélice. En immersion, chaque hélice était entraînée par un moteur électrique de 900 chevaux-vapeur (671 kW). Ils pouvaient atteindre 20 nœuds (37 km/h) en surface et 8 nœuds (15 km/h) sous l'eau. En surface, les KD3A avaient une autonomie de 10 000 milles nautiques (19 000 km) à 10 noeuds (19 km/h); en immersion, ils avaient une autonomie de 90 milles nautiques (170 km) à 3 noeuds (5,6 km/h).
Les sous-marins étaient armés de huit tubes lance-torpilles internes de 53,3 cm, six à l'avant et deux à l'arrière. Ils transportaient une recharge pour chaque tube, soit un total de 16 torpilles. Ils étaient également armés d'un canon de pont de 120 mm (4,7 in) pour le combat en surface.

## Construction
Construit par l'Arsenal naval de Kure au Japon, le I-55 a été mis sur cale le 1er avril 1924 sous le nom de Sous-marin n°78 (第六十四号潜水艦, Dai-rokujūyon-gō sensuikan). Il est renommé I-55 (伊号第五三号潜水艦, I-gō Dai-gojūsan-gō sensuikan) le 1er novembre 1924. Il a été lancé le 2 septembre 1925, achevé et mis en service le 5 septembre 1927 et est rattaché au district naval de Kure. Le capitaine de corvette (海軍少佐 (Kaigun-shōsa)) Minowa Chugo prend le commandement du sous-marin.

## Histoire de service

### Avant-guerre
Le I-55 a été affecté au district naval de Kure pendant sa mise en service. Au cours d'un exercice d'entraînement le 11 juillet 1929, il est entré accidentellement en collision avec sa cible, le croiseur lourd Kinugasa, et a endommagé son blindage avant. Le 10 février 1932, il fut légèrement endommagé lorsqu'il fut accidentellement éperonné par son navire-jumeau (sister ship), le I-54. Le 10 mai 1936, il subit des dommages mineurs au niveau de son bordé d'étrave lors d'une collision avec son navire-jumeau, le I-53. Le 23 juillet 1936, il subit des dommages plus importants lorsqu'il est pris dans un typhon au large de Beppu, Kyushu, lors de manœuvres navales et s'échoue dans le canal de Terajima, subissant de graves dommages au niveau du bordé de coque. Après le démantèlement partiel de sa superstructure, le I-55 fut renfloué et remorqué à Kure le 31 juillet 1936, où il fut mis en cale sèche pour être réparé.
En novembre 1941, le I-55 et ses navires-jumeaux I-53 et I-54 furent affectés à la 18e division de sous-marins de la marine impériale japonaise, qui faisait partie du 4e escadron de sous-marins, et furent basés à Sanya, sur l'île Hainan, en Chine, en décembre, en prévision du conflit à venir dans le Pacifique.

### Seconde Guerre mondiale

#### Première patrouille de guerre
Le 1er décembre 1941, le I-55 quitta Sanya pour commencer sa première patrouille de guerre, et le 7 décembre, il se déploya au nord de Kuantan avec les I-53 et I-54 dans une ligne de patrouille pour soutenir l'invasion japonaise de la Malaisie, qui devait commencer le lendemain. Les hostilités ont commencé en Asie de l'Est le 8 décembre 1941 (le 7 décembre selon la ligne internationale de changement de date à Hawaï, où le Japon a commencé la guerre avec son attaque sur Pearl Harbor), et les 9 et 10 décembre, le I-55 a participé aux tentatives d'interception d'une task force de la Royal Navy britannique centré sur le cuirassé HMS Prince of Wales et le croiseur de bataille HMS Repulse avant qu'ils ne puissent menacer les convois d'invasion japonais, bien que les avions torpilleurs de la marine impériale japonaise aient coulé les deux navires au large de la péninsule malaise le 10 décembre avant que les sous-marins ne puissent les engager.
Le 14 décembre 1941, le sous-marin K XII de la Marine royale néerlandaise a signalé avoir aperçu le périscope d'un sous-marin japonais et avoir tenté de l'éperonner. Le sous-marin était probablement le I-54 ou le I-55, qui n'ont pas subi de dommages. Le I-55 a terminé sa patrouille à Cam Ranh en Indochine française occupée par les Japonais le 20 décembre 1941.

#### Seconde patrouille de guerre
Le I-55 a quitté Cam Ranh le 29 décembre 1941 pour commencer sa deuxième patrouille de guerre. Il patrouilla le détroit de Bangka au large de Sumatra sans incident et revint à Cam Ranh le 14 janvier 1942.

#### Troisième patrouille de guerre
Le 31 janvier 1942, le I-55 quitta Cam Ranh pour sa troisième patrouille de guerre, affectée à la patrouille au large des îles Anambas. Après s'y être ravitaillé en carburant le 2 février 1942, il se rendit à l'entrée sud du détroit de Lombok. Après que le sous-marin japonais Ro-34 eut dépensé toutes ses torpilles dans une attaque contre un convoi allié, les I-53, I-54 et I-55 reçurent l'ordre, le 5 février, de patrouiller dans la zone du Ro-34.
Le 7 février, le I-55 a rencontré le navire à passagers néerlandais Van Cloon, d'une jauge brute de 4 519 tonneaux, dans la mer de Java à la position géographique de 6° 18′ S, 111° 36′ E et l'a attaqué au moyen de tirs de canon, le forçant à s'échouer sur la rive sud de l'île Bawean en train de couler. Le patrouilleur de la marine américaine USS Isabel est arrivé sur les lieux et a sauvé 187 personnes du Van Cloon, et a ouvert le feu sur le I-55 lorsque celle-ci a tenté de faire surface à proximité. Le I-55 a plongé et a ensuite été attaqué par un hydravion allié Consolidated PBY Catalina.
Les forces japonaises envahirent Sumatra et Java le 8 février 1942 et, dans la soirée du 13 février, le I-55 frappa de deux torpilles le vapeur armé britannique Derrymore, de 4 799 tonneaux de jauge brute. Le Derrymore, qui évacuait le personnel de la Royal Australian Air Force (RAAF) de Singapour vers Batavia, a coulé 90 minutes plus tard à la position géographique de 5° 18′ S, 106° 20′ E, avec la perte de toute sa cargaison de munitions et de six chasseurs Hawker Hurricane Mark II en caisses, ainsi que de neuf membres du personnel de la RAAF, bien que tout son équipage de 36 personnes et les 209 autres membres du personnel de la RAAF à bord aient été sauvés.
Le 18 février 1942, le I-55 a rapporté avoir coulé un navire marchand allié sous les tirs de son canon, bien que sa cible probable, le pétrolier norvégien Madrono, n'ait pas été endommagée. Le I-55 mit fin à sa patrouille avec son arrivée à Staring-baai sur le Célèbes le 21 février 1942.

#### A Kure
Le 4eescadron de sous-marins a été dissous le 10 mars 1942, et le I-55 a reçu l'ordre de retourner dans les eaux territoriales japonaises, et a été réaffecté à l'unité de garde de Kure du district naval de Kure. Il a quitté Staring-baai le 16 mars et est arrivé à Kure le 25 mars 1942. Renuméroté sous le nom de sous-marin japonais I-155 (伊号第五五潜水艦, I-gō Dai-Hyaku-gojūgo sensuikan) le 20 mai 1942, il a opéré à partir de Kure, puis a été réaffecté à la 18e division de sous-marins du district naval de Kure le 1er avril 1943 et à la 33e division de sous-marins de l'escadron de sous-marins de Kure le 20 avril 1943.
Les opérations du I-155 se sont déroulées sans incident jusqu'à la fin mai 1943, lorsque le quartier général impérial a décidé d'évacuer les forces japonaises de Kiska dans les îles Aléoutiennes. Ordonné de participer à l'évacuation, le I-155 a quitté Kure le 22 mai, a fait escale à Yokosuka le 23 mai, puis s'est rendu à Paramushir dans les îles Kouriles, étant temporairement rattaché à la force d'évacuation de Kiska le 29 mai. Il est arrivé à Paramushir le 2 juin 1943 et est reparti le 4 juin en transportant du ravitaillement pour les forces de Kiska ; cependant, il a subi des dommages par mer agitée et a été contraint de retourner à Paramushir, où il est arrivé le 7 juin. Le 14 juin, il quitta Paramushir pour effectuer des réparations.
Le I-155 arriva à Kure le 20 juin 1943 et fut ensuite employé comme navire-école, affecté à l'unité de garde de Kure le 28 juillet 1943 et à la 18e division de sous-marins de l'escadron de sous-marins de Kure le 1er décembre 1943. Le 5 janvier 1944, il testa en mer intérieure un nouveau modèle de camouflage de sous-marin pour l'école navale de sous-marins, peint en gris clair, basé sur celui du sous-marin allemand U-511, que l'Allemagne avait transféré à la marine impériale japonaise sous le nom de Ro-500. Le 31 janvier 1944, le I-155 fut réaffecté à la 19e division de sous-marins de l'escadron de sous-marins de Kure et mis en sommeil sans équipage. Du 23 au 25 février 1944, il testa un autre schéma de camouflage pour l'école navale de sous-marins, peint en gris-bleu et noir.
Le 20 avril 1945, le I-155 a été réaffecté à la 33e division de sous-marins, et à la fin du mois, il avait été converti pour transporter le sous-marin suicide Kaiten vers les bases de Shikoku, avec son canon de 120 mm remplacé par deux Kaiten. Le 5 mai 1945, il a subi des dommages lors d'une collision avec le transport d'hydravions hybride Hayasui au large de Kabuto-jima en mer intérieure. Le 20 juillet 1945, il a été redésigné comme navire de réserve et ancré près de l'école de sous-marins de Kure.
Dans les derniers jours de la guerre, le I-155 a été sélectionné pour une mission Kaiten. Remis en service début août 1945, il fut équipé de deux Kaiten à la base navale d'Otsujima et devait quitter Hirao le 25 août 1945 avec le sous-marin I-156 (I-56) dans le cadre du groupe Kaiten de Shinshu-tai ("Unité Terre des Dieux"). Cependant, le Japon a accepté de se rendre aux Alliés le 15 août 1945, et l'opération a été annulée et le I-155 (I-55) a été rappelé. La reddition officielle du Japon a eu lieu le 2 septembre 1945.

#### Élimination
Le I-155 s'est rendu aux forces alliées à Kure en septembre 1945. Il a été rayé de la liste de la Marine le 20 novembre 1945. Le I-155 faisait partie des 17 sous-marins japonais capturés et coulés par le destroyer HMAS Quiberon de la Royal Australian Navy et le sloop de guerre HMIS Sutlej de la Royal Indian Navy dans l'océan Pacifique entre Honshu et Shikoku le 8 mai 1946 dans le cadre de l'opération Dead Duck,,.